# Lillsjön (Drothems socken, Östergötland)
Lillsjön är en sjö i Söderköpings kommun i Östergötland och ingår i Motala ströms huvudavrinningsområde. Sjön har en area på 0,0704 kvadratkilometer och ligger 48,1 meter över havet. Sjön avvattnas av vattendraget Ljurabäck.

## Delavrinningsområde
Lillsjön ingår i det delavrinningsområde (648881-152460) som SMHI kallar för Vid Q i Län punkt. Medelhöjden är 60 meter över havet och ytan är 6,49 kvadratkilometer. Det finns inga avrinningsområden uppströms utan avrinningsområdet är högsta punkten. Ljurabäck som avvattnar avrinningsområdet har biflödesordning 2, vilket innebär att vattnet flödar genom totalt 2 vattendrag innan det når havet efter 14 kilometer. Avrinningsområdet består mestadels av skog (65 procent) och sankmarker (20 procent). Avrinningsområdet har 0,25 kvadratkilometer vattenytor vilket ger det en sjöprocent på 3,8 procent.